# 斯泰因堂区教堂
斯泰因堂区教堂（Pfarrkirche Stein an der Donau）是一座罗马天主教堂区教堂，供奉圣尼各老，位于奥地利下奥地利州多瑙河畔克雷姆斯的多瑙河畔斯泰因区（Stein an der Donau），属于天主教聖帕爾滕教區的克雷姆斯总铎区.

## 历史
该教堂于12世纪命名。从1263年成立堂区。